# Salix eastwoodiae
Salix eastwoodiae — вид квіткових рослин із родини вербових (Salicaceae).

## Морфологічна характеристика

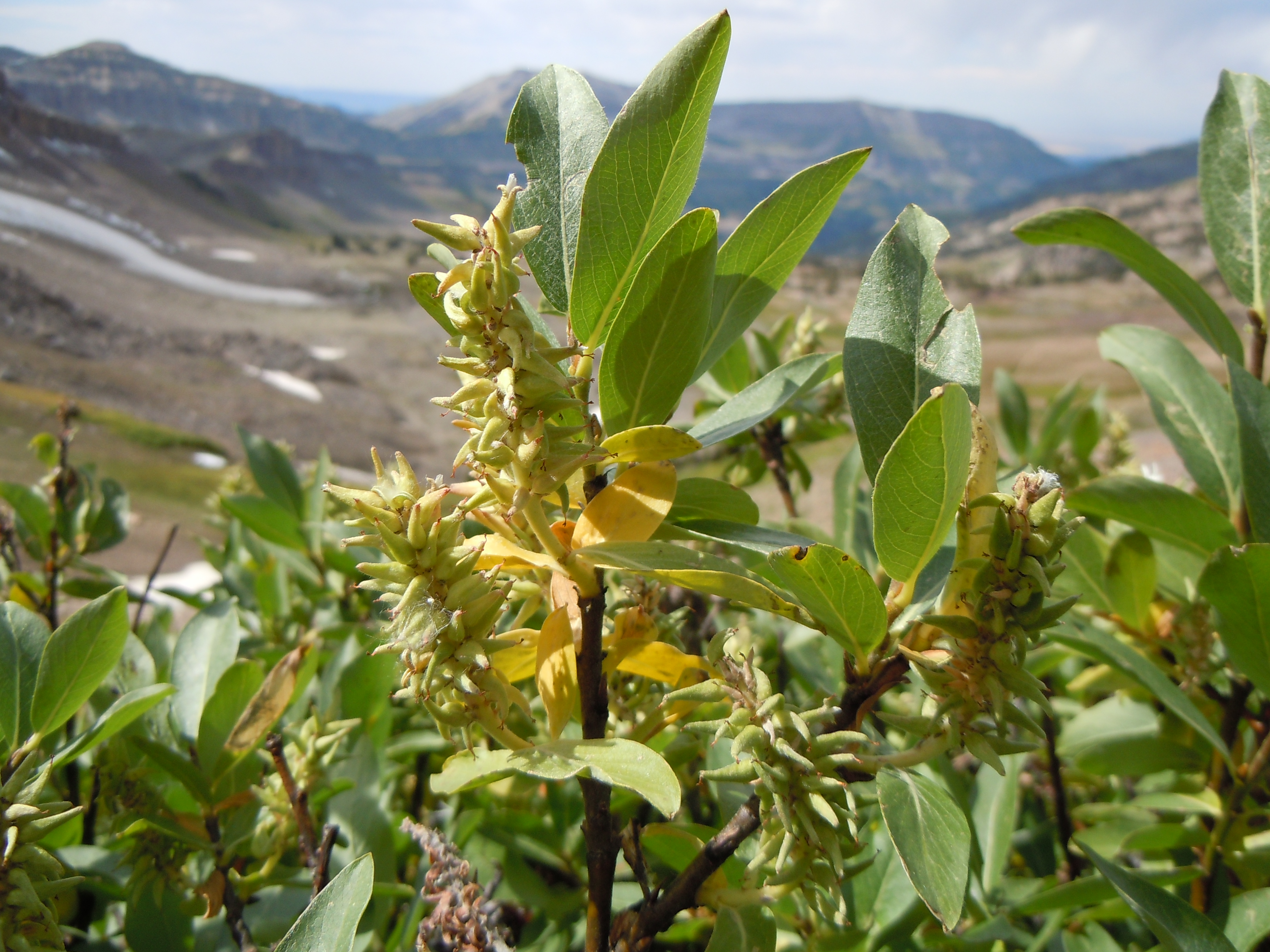

Це кущ 0.6–4 метрів заввишки. Гілки жовті, червоні або фіолетові, не сильно сизуваті (злегка блискучі), волосисті; гілочки жовто-зелені або червоно-коричневі, від волосистих до ворсинчастих. Листки на ніжках, які з неглибокою борозенкою адаксіально; найбільша листкова пластина вузько видовжена, довгаста чи еліптична; краї плоскі чи злегка вигнуті, цілі чи зубчасті (з відносно короткими, тонкими зубцями); верхівка загострена, гостра чи опукла; абаксіальна поверхня (низ) не сиза, волосиста, коротко-шовковиста чи густо-шерстисто-повстисто-повстиста до майже голої; адаксіальна — рідко чи густо шовковисто-запушена, середня жилка залишається волосистою; молода пластинка жовтувато-зелена, дуже щільно довго-шовковиста чи шерстиста абаксіально, волоски білі (іноді жовтуваті). Сережки квітнуть, коли з'являється листя; тичинкові 9.5–36.5 × 7–15 мм; маточкові 11–51 × 8–16 мм. Коробочка 4–10 мм. 2n = 76.

## Середовище проживання
США (Каліфорнія, Айдахо, Монтана, Невада, Орегон, Вашингтон, Вайомінг). Населяє альпійські та субальпійські луки, струмки, береги озер, осипи, гранітний субстрат; 1600–3800 метрів.